# Минимальный размер оплаты труда в России

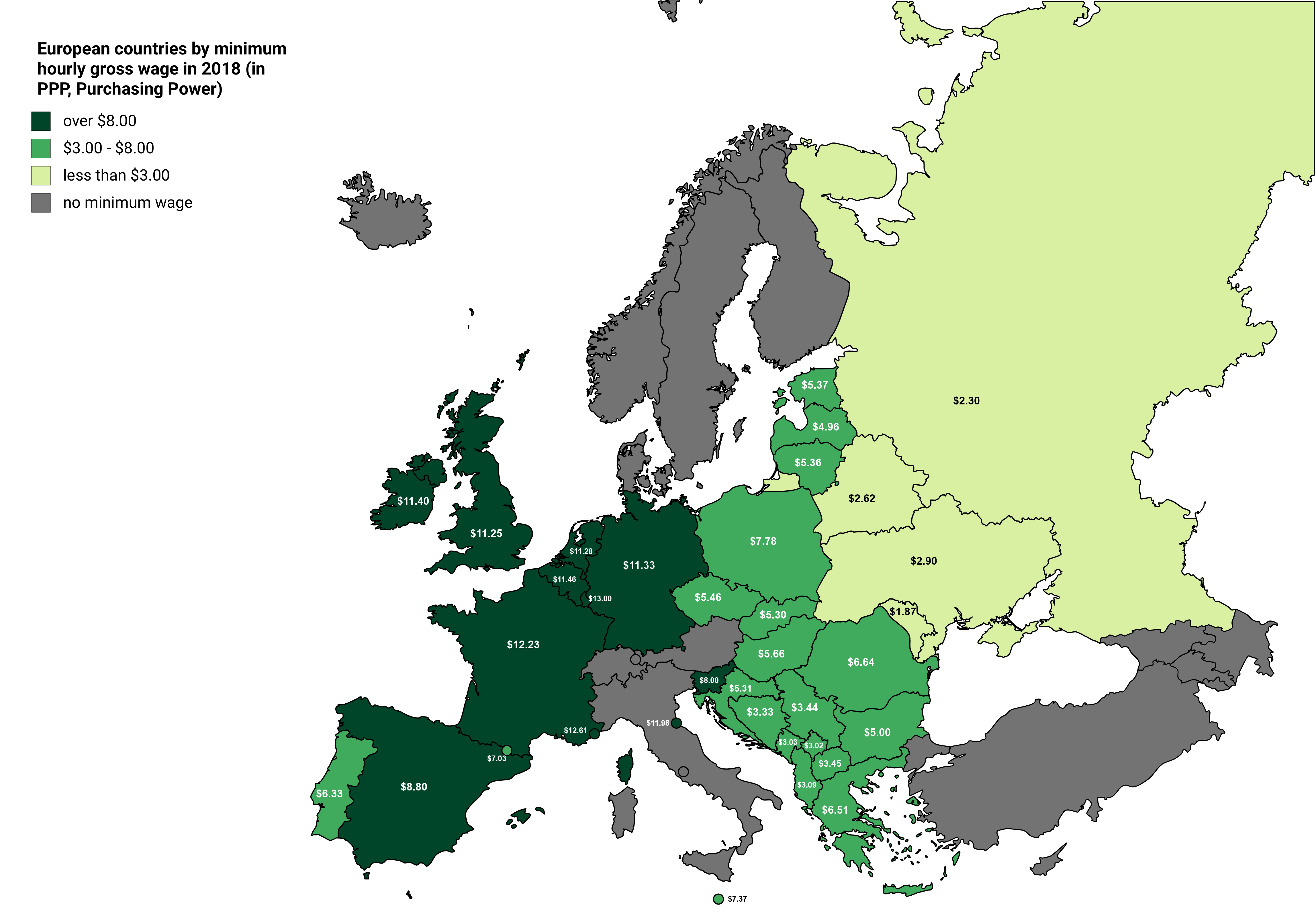
Европейские страны по минимальной почасовой заработной плате (брутто) в 2018 году (ППС)

Минимальный размер оплаты труда в Российской Федерации — законодательно установленный минимум, применяемый для регулирования оплаты труда за час, день, неделю, месяц, а также для определения размеров пособий по временной нетрудоспособности и иных целей обязательного социального страхования. МРОТ также используется для определения величины налогов, сборов, штрафов и иных платежей, которые исчисляются в соответствии с законодательством Российской Федерации в зависимости от минимального размера оплаты труда.
С 1 января 2025 года МРОТ составляет 22 440 руб. (197,01 евро) и (нетто, после вычета налога в 13 %) 19 522,8 руб. (171,40 евро).
Работодатели не имеют право платить работникам месячную заработную плату в размере меньшем, чем МРОТ, однако это не исключает того факта, что с МРОТ будет удержан подоходный налог в 13 %. Также, если сотрудник работает на условиях совместительства или неполного рабочего времени, в месяц он может получать сумму меньшую, чем МРОТ, и законодательных препятствий здесь нет.
Индекс Кейтца (процент МРОТа от медианной зарплаты по стране) по рекомендациям Международной организации труда должен составлять 50 %. Так, комитет по социальным правам Совета Европы, комментируя ст. 4 Европейской социальной хартии, подчёркивает, что соотношение минимальной и медианной заработной платы (за вычетом налогов) не должно быть ниже 60 % и только в отдельных случаях допустимо его понижение до 50 %. С 1 января 2021 года в минимальный размер оплаты труда в России установлен на уровне 42% от размера медианной заработной платы за прошлый год. С 1 января 2025 года анонсировано увеличение этого соотношения до 48%. В большинстве стран Евросоюза индекс Кейтца составляет около 60 %, соответственно МРОТ в этих странах составляет 60 % от медианно зарплаты или 50 % от средней (так как средняя всегда выше медианной) по стране.
Индекс Кейтца в России в значении процента МРОТа от средней заработной платы по стране в 2024 году составлял около 21,9 % (средняя в 2024 году была 87 952 рубля и МРОТ был 19 242 рубля).

## Величина МРОТ

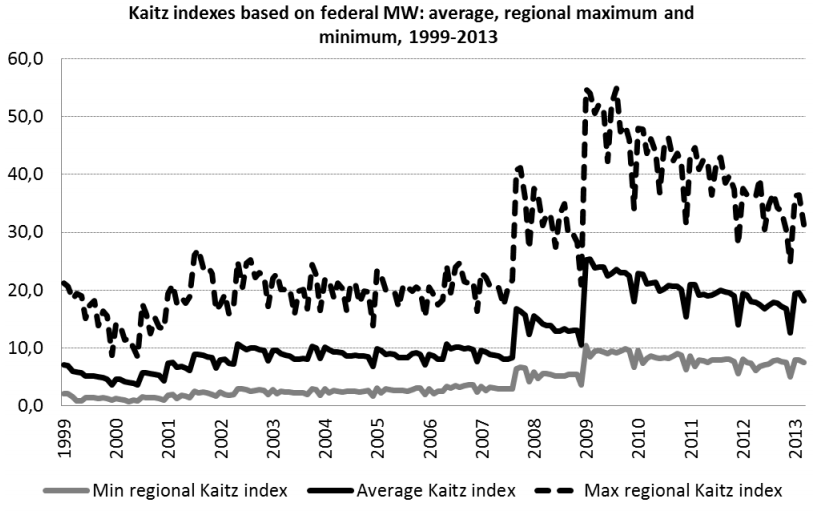
Изменение среднего, максимального и минимального по регионам России индекса Кейтца (отношение МРОТ к усреднённой зарплате) по годам

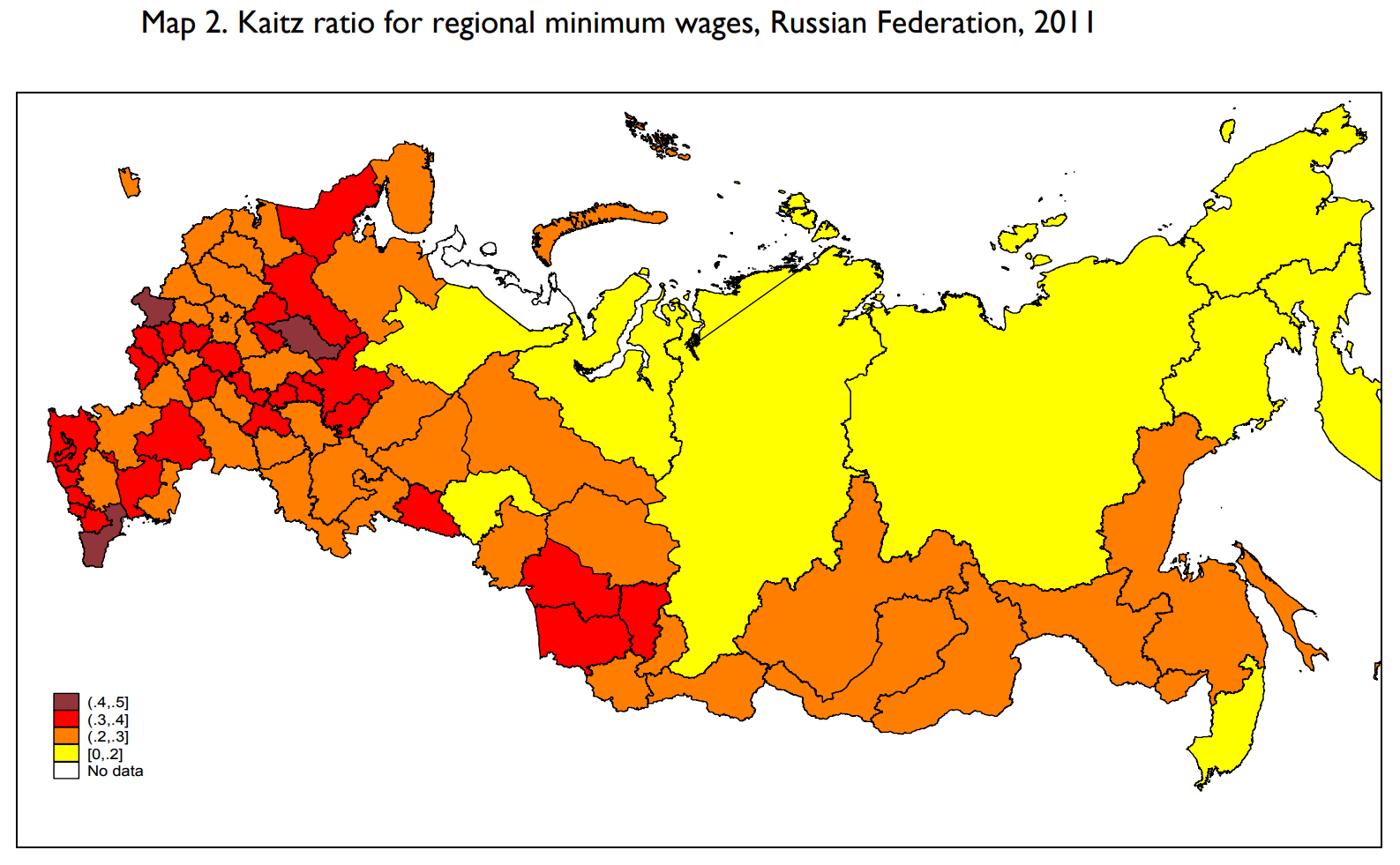
Индекс Кейтца по регионам России в 2011 году

Используется только для оплаты труда, пособий по временной нетрудоспособности, а также оценки пенсионных прав застрахованных лиц (с 2002 года) и внесения страховых взносов самозанятым населением — индивидуальными предпринимателями, адвокатами, нотариусами (фактически начал использоваться с 2007 года, до этого вносился платёж в установленном минимальном размере 1800 рублей).
В 2014 году Министерство труда и социальной защиты России пообещало, что МРОТ будет доведен до уровня официально установленного прожиточного минимума к 1 октября 2017 года. С 1 октября 2015 года планировалось упразднить федеральный МРОТ и заменить его на региональный, который устанавливался бы для каждого субъекта федерации в отдельности и зависел от прожиточного минимума, однако от этих планов решено было отказаться.
19 апреля 2017 года премьер-министр России Дмитрий Медведев, выступая в Госдуме с отчетом о работе правительства за год, заявил, что МРОТ будет повышен до уровня прожиточного минимума работающего человека в ближайшие несколько лет. 2 мая того же года Медведев поручил подготовить законопроект до 20 мая о повышении МРОТ до 10 466 рублей в месяц.
С 1 января 2019 года, согласно ст. 1 Федерального закона от 19.06.2000 № 82-ФЗ «О минимальном размере оплаты труда» в актуальной редакции, МРОТ устанавливается в размере не ниже прожиточного минимума.
С 1 января 2020 года МРОТ составляет, согласно ст. 1 Федерального закона «О минимальном размере оплаты труда», 12 130 рублей.
До конца 2020 года МРОТ рассчитывался на основе прожиточного минимума в РФ, в свою очередь, рассчитываемого из стоимости минимальной продуктовой корзины. С 1 января 2021 года порядок расчёта МРОТ изменился. МРОТ стал рассчитываться в размере 42 % от величины медианной заработной платы по РФ за прошлый год, с учётом коэффициента дифференциации по каждому региону.
На 2021 год МРОТ в России составил 12 792 рубля (в 2020 году — 12 130 рублей, или прирост на 5,5 %). Министр труда и социальной защиты Антон Котяков заявил, что при новой методике расчета МРОТ в России будет расти быстрее, чем прожиточный минимум.
С 1 января 2022 года МРОТ составил 13 890 руб. (173,58 евро) и (нетто, после вычета налога в 13 %) 12 084,3 руб. (151 евро)..
С 1 июня 2022 года МРОТ составил 15 279 руб. (232,82 евро) и (нетто, после вычета налога в 13 %) 13 292,73 руб. (202,56 евро).
С 1 января 2023 года МРОТ составил 16 242 руб. (205,31 евро) и (нетто, после вычета налога в 13 %) 14 130,54 руб. (178,62 евро)..
С 1 января 2024 года МРОТ составил 19 242 руб. (195,43 евро) и (нетто, после вычета налога в 13 %) 16 740,54 руб. (170,03 евро).
С 1 января 2025 года МРОТ составил 22 440 руб. (197,01 евро) и (нетто, после вычета налога в 13 %) 19 522,8 руб. (171,40 евро).
| История изменения минимального размера оплаты труда (МРОТ) с 1991 по 2025 годы | История изменения минимального размера оплаты труда (МРОТ) с 1991 по 2025 годы | История изменения минимального размера оплаты труда (МРОТ) с 1991 по 2025 годы |
| Период действия                                                                | МРОТ в RUB                                                                     | МРОТ в USD                                                                     |
| ------------------------------------------------------------------------------ | ------------------------------------------------------------------------------ | ------------------------------------------------------------------------------ |
| до 30/09/1991                                                                  | 70                                                                             |                                                                                |
| 01/10/1991—30/11/1991                                                          | 180                                                                            |                                                                                |
| 01/12/1991—31/12/1991                                                          | 200                                                                            |                                                                                |
| 01/01/1992—31/03/1992                                                          | 342                                                                            |                                                                                |
| 01/04/1992—31/12/1992                                                          | 900                                                                            |                                                                                |
| 01/01/1993—31/03/1993                                                          | 2 250                                                                          |                                                                                |
| 01/04/1993—30/06/1993                                                          | 4 275                                                                          |                                                                                |
| 01/07/1993—30/11/1993                                                          | 7 740                                                                          |                                                                                |
| 01/12/1993—30/06/1994                                                          | 14 620                                                                         |                                                                                |
| 01/07/1994—31/03/1995                                                          | 20 500                                                                         |                                                                                |
| 01/04/1995—30/04/1995                                                          | 34 400                                                                         |                                                                                |
| 01/05/1995—31/07/1995                                                          | 43 700                                                                         |                                                                                |
| 01/08/1995—31/10/1995                                                          | 55 000                                                                         |                                                                                |
| 01/11/1995—30/11/1995                                                          | 57 750                                                                         |                                                                                |
| 01/12/1995—31/12/1995                                                          | 60 500                                                                         |                                                                                |
| 01/01/1996—31/03/1996                                                          | 63 250                                                                         |                                                                                |
| 01/04/1996—31/12/1996                                                          | 75 900                                                                         |                                                                                |
| 01/01/1997—31/12/1997                                                          | 83 490                                                                         |                                                                                |
| 01/01/1998—30/06/2000                                                          | 83,49                                                                          | 13,68                                                                          |
| 01/07/2000—31/12/2000                                                          | 132                                                                            | 4,76                                                                           |
| 01/01/2001—30/06/2001                                                          | 200                                                                            | 7,01                                                                           |
| 01/07/2001—30/04/2002                                                          | 300                                                                            | 10,20                                                                          |
| 01/05/2002—30/09/2003                                                          | 450                                                                            | 14,28                                                                          |
| 01/10/2003—31/12/2004                                                          | 600                                                                            | 20,68                                                                          |
| 01/01/2005—31/08/2005                                                          | 720                                                                            | 25,71                                                                          |
| 01/09/2005—30/04/2006                                                          | 800                                                                            | 28,07                                                                          |
| 01/05/2006—31/08/2007                                                          | 1 100                                                                          | 40,74                                                                          |
| 01/09/2007—31/12/2008                                                          | 2 300                                                                          | 93,11                                                                          |
| 01/01/2009—31/05/2011                                                          | 4 330                                                                          | 139,67                                                                         |
| 01/06/2011—31/12/2012                                                          | 4 611                                                                          | 152,68                                                                         |
| 01/01/2013—31/12/2013                                                          | 5 205                                                                          | 165,23                                                                         |
| 01/01/2014—31/12/2014                                                          | 5 554                                                                          | 154,27                                                                         |
| 01/01/2015—31/12/2015                                                          | 5 965                                                                          | 96,20                                                                          |
| 01/01/2016—30/06/2016                                                          | 6 204                                                                          | 91,23                                                                          |
| 01/07/2016—30/06/2017                                                          | 7 500                                                                          | 122,95                                                                         |
| 01/07/2017—31/12/2017                                                          | 7 800                                                                          | 134,48                                                                         |
| 01/01/2018—30/04/2018                                                          | 9 489                                                                          | 165,02                                                                         |
| 01/05/2018—31/12/2018                                                          | 11 163                                                                         | 177,25                                                                         |
| 01/01/2019—31/12/2019                                                          | 11 280                                                                         | 172,59                                                                         |
| 01/01/2020—31/12/2020                                                          | 12 130                                                                         | 153,69                                                                         |
| 01/01/2021—31/12/2021                                                          | 12 792                                                                         | 172,99                                                                         |
| 01/01/2022—31/05/2022                                                          | 13 890                                                                         | 188,98                                                                         |
| 01/06/2022—31/12/2022                                                          | 15 279                                                                         | 239,20                                                                         |
| 01/01/2023—31/12/2023                                                          | 16 242                                                                         | 220,23                                                                         |
| 01/01/2024—31/12/2024                                                          | 19 242                                                                         | 215,60                                                                         |
| 01/01/2025—                                                                    | 22 440                                                                         | 203,21                                                                         |

### Дополнительные способы регулирования
Помимо федерального МРОТ, используются:
- Районный коэффициент для лиц, работающих в районах Крайнего Севера и приравненных к ним местностях (статья 316 ТК РФ). Принимает значение от 1,15 до 2,1, соответственно увеличивая и минимальное пособие по временной нетрудоспособности;
- Региональный МРОТ (статья 133.1 ТК РФ). Обязательным является для всех работодателей, кроме финансируемых из федерального бюджета, работающих на территории субъекта РФ. Размер регионального МРОТ не может быть ниже федерального и примерно половина субъектов РФ имеют свои собственные значения.

Например, с 1 января 2025 года минимальный размер оплаты труда в городе Москве составляет 32916 рубль ($298,07).

## Величина МРОТ для штрафов и уставного капитала до 2009 года

### Для штрафов
| Период действия       | Величина МРОТ |
| --------------------- | ------------- |
| 01/07/2000—31/12/2000 | 83,49 руб.    |
| 01/01/2001—22/06/2007 | 100 руб.      |
| 22/06/2007—           | отменён       |

Федеральным законом от 22.06.2007 № 116-ФЗ исчисление штрафов в зависимости от МРОТ заменили фиксированными суммами.

### Для уставного капитала
Для исчисления величины минимального размера уставного капитала (фонда):
- для общества с ограниченной ответственностью составляет 100 МРОТ (= 10 тыс. руб.)[63]
- для закрытого акционерного общества составляет 100 МРОТ (= 10 тыс. руб.)
- для открытого акционерного общества составляет 1000 МРОТ (= 100 тыс. руб.)
- для народного предприятия составляет 1000 МРОТ (= 100 тыс. руб.)
- для уставного фонда государственного предприятия должен составлять не менее чем 5000 МРОТ (= 500 тыс. руб.)
- для страховщика определяется на основе базового размера его уставного капитала, равного 120 миллионам рублей, и коэффициентов, установленных ст. 25 Закона РФ от 27 ноября 1992 г. № 4015-I «Об организации страхового дела в РФ»

В соответствии со ст. 14 ФЗ «Об обществах с ограниченной ответственностью» от 19 июля 2009 г., размер уставного капитала общества должен быть не менее чем 10.000 рублей. Без привязок к МРОТ.

### Содержания с иждивением
Из-за того, что ранее во всех нормативных актах вместо твёрдых сумм указывались суммы в МРОТ, в некоторых случаях возникают недоразумения в правоприменении. Так, неясно, каким образом следует исчислять стоимость объёма содержания с иждивением по договору пожизненной ренты с иждивением (статья 602 Гражданского кодекса). Постановлением Конституционного Суда РФ от 27.11.2008 № 11-П было признано, что уплата содержания в размере 200 рублей не соответствует Конституции РФ.

## МРОТ и прожиточный минимум

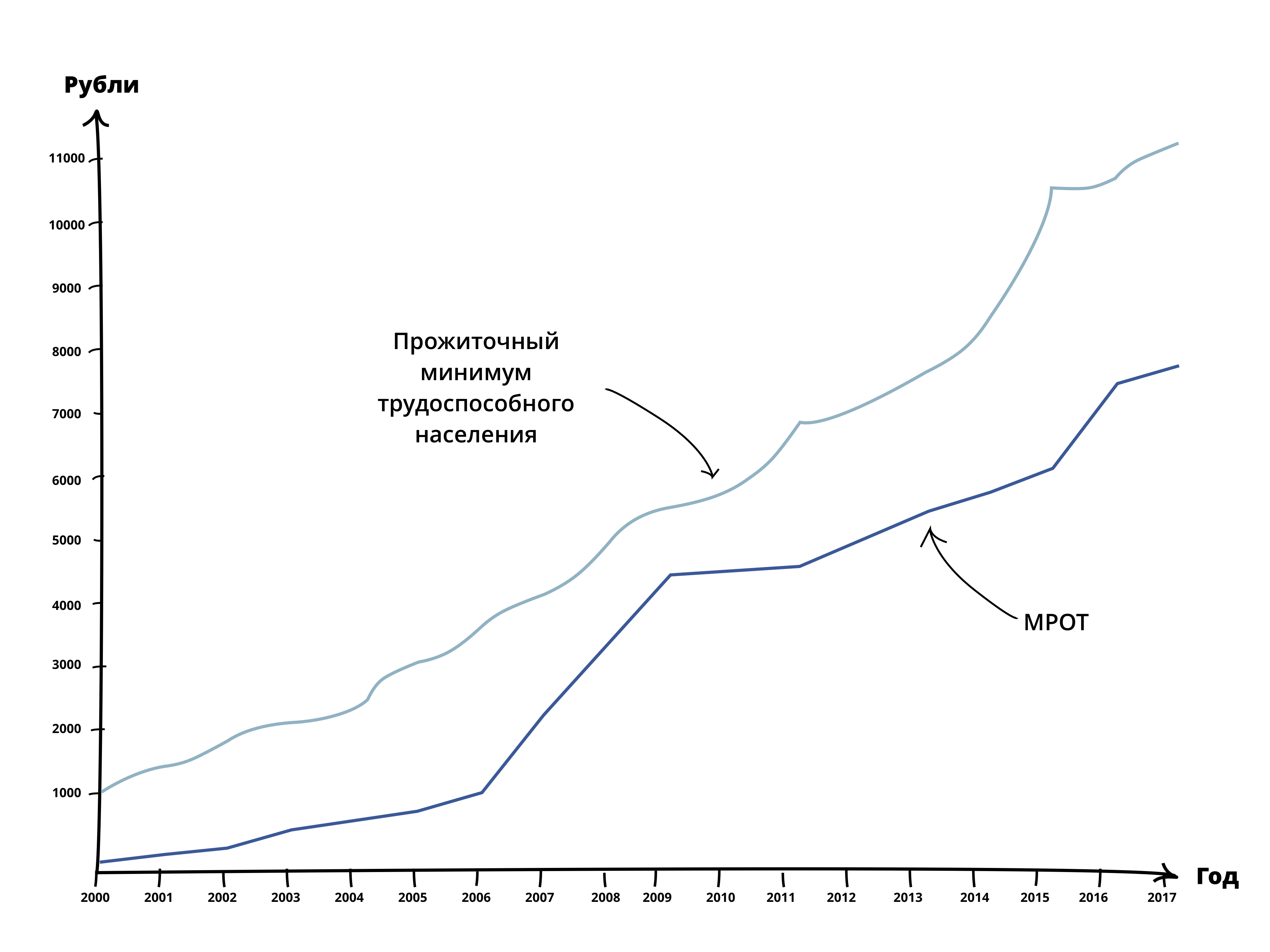
МРОТ и прожиточный минимум в России (2000—2017)

В России многие годы работодатель имел право платить работнику зарплату ниже величины, необходимой для выживания. В соответствии с Трудовым кодексом России, с 2002 года МРОТ не мог быть ниже прожиточного минимума, однако эта норма никогда не работала, потому что в том же Трудовом кодексе есть оговорка, что регламент повышения МРОТ должен устанавливаться отдельным федеральным законом, который появился только в конце 2017 года. До этого времени официальные российские власти на протяжении 15 лет делали заявления о планах повысить федеральный МРОТ до прожиточного минимума.
- 6 июня 2001 года Госдума в первом чтении приняла законопроект о поэтапном повышении МРОТ до прожиточного минимума к 2003 году, а 7 октября 2003 года — во втором чтении и к 2007 году. В 2004 году документ был возвращён к процедуре принятия во втором чтении, и 17 января 2007 года законопроект при рассмотрении Госдумой во втором чтении был снят с рассмотрения и отклонён[66][67].
- 30 декабря 2004 года президентом России Владимиром Путиным был подписан Федеральный закон о внесении изменений в ФЗ о минимальном размере оплаты труда, постепенно увеличивающий его до прожиточного минимума к 2008 году[68][69].
- Согласно официальному заявлению вице-премьера России Александра Жукова 27 декабря 2007 года, в течение 2008—2010 годов правительство России намерено повысить МРОТ до прожиточного минимума[70].
- Трижды — в 2003, 2007 и 2016 годах — партия «Единая Россия» накануне парламентских выборов в своих программах заявляла, что в случае прихода партии к власти показатели МРОТ и прожиточного минимума сравняются[71][72][73].
- В 2012 году Минтруд готовил механизм повышения МРОТ[74].
- В феврале 2017 года министр труда Российской Федерации Максим Топилин утверждал, что для повышения МРОТ потребуется от 3 до 5 лет[75].
- В мае 2017 года премьер-министр России Дмитрий Медведев заявил, что в ближайшие 2 года МРОТ сравняется с прожиточным минимумом[76].
- 28 декабря 2017 года президентом России Владимиром Путиным был подписан внесённый правительством России в Госдуму 29 сентября 2017 года Федеральный закон о повышении МРОТ до прожиточного минимума[77][78]. Согласно этому документу, с 1 января 2019 года МРОТ ежегодно будет устанавливаться на уровне прожиточного минимума для трудоспособного населения в среднем по России за II квартал предыдущего года. С 2019 года величина МРОТ равняется величине прожиточного минимума.

Приравнивание МРОТа к искусственно заниженному прожиточному минимуму, и удерживание его на этом уровне, является целенаправленной политикой сдерживания роста МРОТа, в целях снижения социальной нагрузки на бюджет и предотвращения разгона инфляции. В развитых и развивающихся странах Азии, Европы, Латинской Америки, Украине МРОТ либо как минимум в два раза выше прожиточного минимума, либо не меньше 40 %, а то и 60 % от средней зарплаты по стране (Франция, Словения, Греция, Португалия и т. д.), то есть индекс Кейтца в 40 % и выше.. Средний размер оплаты труда в России за июнь 2019 года составлял 49348 руб. (брутто), в связи с этим реальный минимальный рыночный МРОТ должен составлять как минимум 40 %, а то и все 60 % от средней по стране 19739 руб. — 29609 руб. (брутто). Как пример, в Румынии стране с чуть большей средней чистой зарплатой по стране чем в России (в России за февраль 2019 года 37758 руб. €522.05), в Румынии за март 2019 года 3075 лей (€645.70, нетто), с 1 января 2019 году минимальный размер оплаты труда нетто составил 1263 лей и 1413 лей для квалифицированных специалистов (€270.11 и €302.19 для квалифицированных специалистов). Индекс Кейтца в Румынии по состоянию на 2019 год (брутто усреднённая 4532 лей и минимальная 2080 лей) составляет около 46 %.
В марте 2023 года вице-премьер РФ Татьяна Голикова сообщила, что минимальный размер оплаты труда в текущем году стал больше прожиточного минимума трудоспособного гражданина на 3,7 %. По её словам, недавнее решения президента РФ Владимира Путина о повышении МРОТ с 1 января 2024 года позволит увеличить его превышение над прожиточным минимумом более чем на 17 %.
В мае 2023 года министр труда и соцзащиты Антон Котяков сообщил, что до 2030 года МРОТ будет расти быстрее чем прожиточный минимум. В итоге МРОТ достигнет соотношения 1,3 к 1 и превысит прожиточный минимум на 30 %.

## МРОТ и экономика РФ

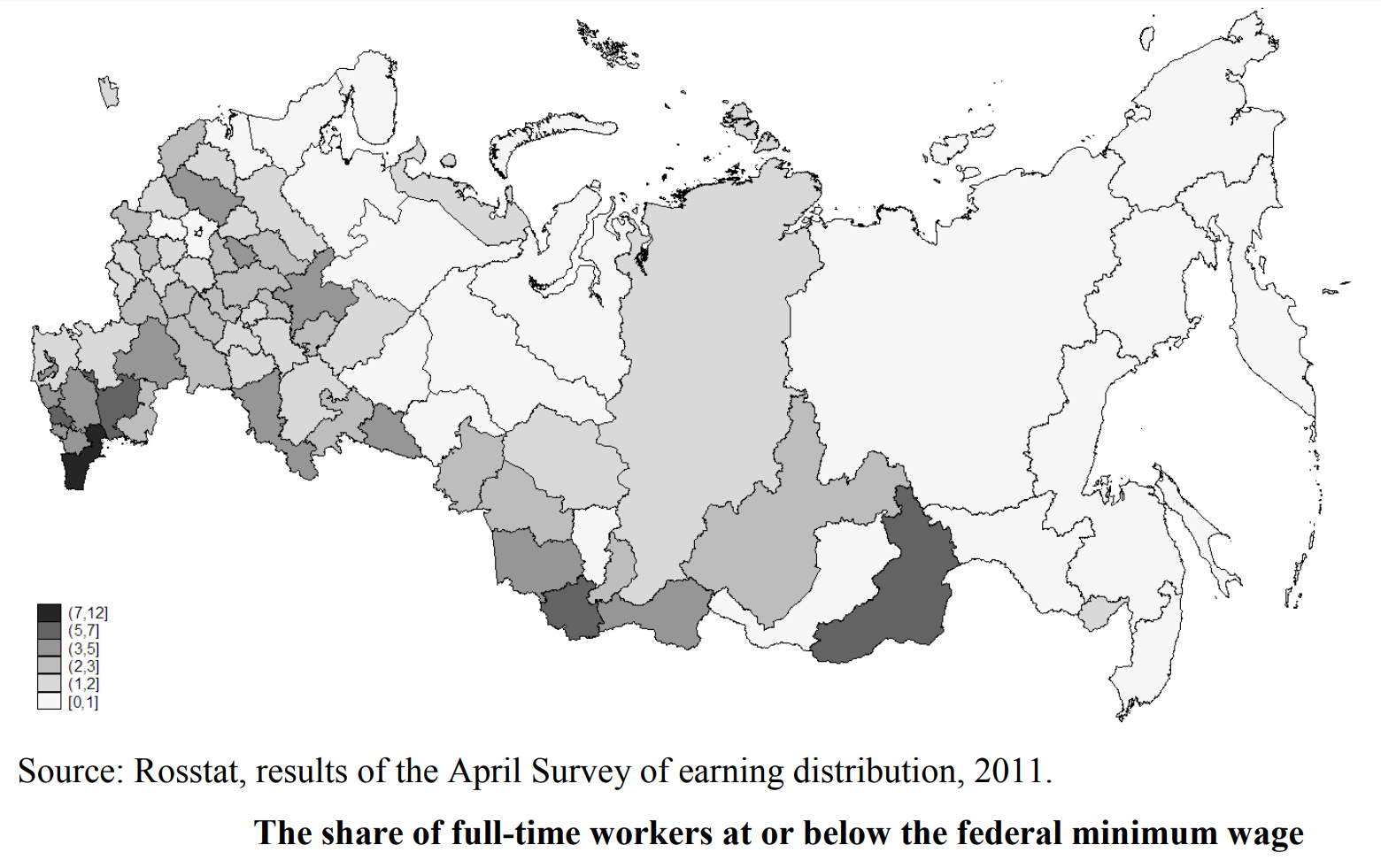
Доля работников, получающих зарплату в районе и ниже МРОТ в 2011 году по данным опросов Росстата

В сентябре 2007 года вступил в силу закон «О внесении изменений в Федеральный закон „О минимальном размере оплаты труда“…». Его целью была децентрализация решений по МРОТ. В результате регионы стали устанавливать собственный МРОТ. Федеральный МРОТ был резко увеличен с 1100 до 2 300 рублей. К концу 2007 года 27 % регионов ввели МРОТ, который превышает федеральный уровень.
Александр Муравьёв и Алексей Ощепков из ВШЭ попробовали найти корреляцию между уровнем безработицы и долей работников, зарплату которых затрагивало изменение МРОТ. Анализ в целом по всем регионам не показал какой-либо значимой связи между увеличением МРОТ и изменением занятости. Статистически значимая взаимосвязь обнаружилась только в ряде регионов, где МРОТ повышался выше федерального уровня. По словам авторов, одной из причин могло быть то, что региональное повышение МРОТ было менее ожидаемо работодателями: они не успели подстроиться под новые условия заранее.
Экономисты из Корейского института развития Ги Кан Тен и Шун Ван также использовали данные из России, чтобы изучить эффект от значительного увеличения МРОТ. Для анализа они использовали простую модель, связывающую уровень безработицы, инфляцию и МРОТ. Они также не нашли влияния МРОТ на безработицу в целом. Но оценка выявила эффект среди молодых людей и людей с низким уровнем образования. Увеличение МРОТ никак не влияло на безработицу среди людей с высшим образованием. Согласно их модели, изменение МРОТ на 1 процентный пункт увеличивает безработицу среди 15-19 летних на 0.046 процентных пункта, среди 20-29 летних на 0.056, среди тех, кто не имеет высшего образования, на 0.072 процентных пункта. Также изменение МРОТ на 1 процентный пункт увеличивает занятость в теневом секторе на 0.137 процентных пункта.
Согласно данным Росстата, в первой половине 2000-х только 1-2.5 % россиян получали зарплаты на уровне федерального минимума. Резкое увеличение МРОТ в конце 2000-х подняло эту долю до 3 % в целом по России. В 2011 их доля снова упала до 1,8 %. Этот показатель значительно меньше, чем в странах ОЭСР, где индекс Кейтца значительно выше, и доля работников, получающих МРОТ, составляет от 5 до 15 %.
По отраслям наибольшая доля работников, получающих зарплату близкую к МРОТ, в России по данным на 2012 год наблюдаются в государственной и социальной службе (4.3 %), образовании (3.8 %), телекоммуникациях (3.6 %) и здравоохранении (2.3 %). Большинство низкооплачиваемых работников (73 % в 2012 году) сконцентрированы в государственном секторе экономики. Особенность России в том, что государство — основной держатель низкооплачиваемых рабочих мест.

## Обсуждение МРОТ в РФ
Рост МРОТа с 2000 года в двух бывших республиках СССР: России и Эстонии
В 2002 году академик РАН Р. И. Нигматулин писал:

Минимальная зарплата, по нормам ООН, должна быть не менее 3 долларов в час (в США 5,5 доллара), что по покупательной способности обеспечивает оплату 10 тысяч киловатт-часов электроэнергии или 600 килограммов хлеба в месяц. А в соответствии с нашими ценами (60 копеек за киловатт-час и 10 рублей за килограмм хлеба) минимальная зарплата должна быть 6 000 рублей в месяц, а не 600.
— Известия, 16.11.2002
По оценкам депутатов Госдумы РФ от «Единой России» в 2013 году, для доведения показателей МРОТ до официального прожиточного минимума понадобится ежегодно выделять из госбюджета не менее 33 миллиардов рублей, что будет слишком дорого для государства. Некоторые из крупных предприятий-работодателей направили свои возражения в Госдуму, узнав о том, что там обсуждается возможность повышения МРОТ до прожиточного минимума. По словам директора «ВЦУЖ» Вячеслава Бобкова, занижение МРОТ в России — это сознательная политика правительства, связанная с затормаживанием роста заработной платы.
В октябре 2016 года был внесен законопроект от фракции «Справедливая Россия» установить почасовую минимальную оплату труда в размере 100 руб. в час и, кроме того, зафиксировать повышающие коэффициенты по территориальному, отраслевому и профессиональному принципам. Таким образом, при 40-часовой рабочей неделе и оплате 100 руб. в час работник мог бы рассчитывать примерно на 16000 руб. в месяц — это существенно больше, чем МРОТ, установленный на сегодняшний день (11163 руб.). Однако инициатива не нашла поддержки среди других парламентских фракций, и законопроект не прошёл первое чтение.
В странах ЕС и в той же Украине МРОТ как минимум в два раза выше прожиточного минимума.
Ещё в конце 2016 года Алексей Навальный, который претендовал на участие в президентских выборах, опубликовал свою предвыборную программу, одним из пунктов которой являлось увеличение МРОТ до 25 000 рублей. Среди критиков предложения Навального по МРОТ наиболее цитируемыми стали журналист Пётр Орехин с критикой на страницах Gazeta.ru и директор программы «Экономическая политика» Московского Центра Карнеги Андрей Мовчан. На стороне Навального были профессор IE Business School Максим Миронов и экономист Владимир Милов. МРОТ в размере 25 000 рублей при средней зарплате в 38 900 руб. (в 2017 году согласно Росстату) соответствует индексу Кейтца примерно в 65 %. Высокий индекс Кейтца встречается, как и среди бедных так и среди богатых стран, таких как Франция (индекс Кейтца — 50 %, средняя зарплата — €2998, МРОТ — €1498.47), Словения (индекс Кейтца — 52 %, средняя зарплата — €1806.50, МРОТ — €940.58), Португалия (индекс Кейтца — 60 %,средняя зарплата — €1148.29, МРОТ — €676.67), Греция (индекс Кейтца — 64 %, средняя зарплата — €1060.45, МРОТ — €683.76). Увеличение МРОТ до 25 000 рублей должно было бы затронуть около 45 % населения России в соответствии с данными Росстата.
С инициативой поднять МРОТ Владимир Путин вышел в сентябре 2017 года. Последовавшее увеличение МРОТ до 11 163 рублей довело индекс Кейтца в среднем по России до 29 %. Это немного выше пикового значения в 2009 году. Было очевидно на основе опыта изменений в 2007 году, что такое увеличение не окажет значительное влияние на экономику и не улучшит сильно социальное положение людей. Такой МРОТ всё ещё является низким, если сравнивать, например, со странами ОЭСР, где в среднем индекс Кейтца не опускается ниже 40 %.
Низкий размер МРОТ тормозит рост и так очень низкой (46674 рублей — €529.49) средней зарплаты по стране. Чтобы в ближайшем будущем экономика России не оказалась в уникальном положении в мире, между молотом и наковальней быстро стареющего общества с низкой производительностью труда, высоким коэффициентом Джини, без целенаправленной интеграции пенсионеров в рынок труда, с низкой рождаемостью, высокой смертностью, высокой эмиграцией, низкой иммиграции, при низкой средней зарплате и низким МРOТом в стране, требуется проведение реформ кардинально меняющий экономику. Повышение МРOТ, пособий, повышение производительности труда, увеличение производства товаров с высокой добавочной стоимостью, инвестиции в человека, выделение денег на переобучения персонала особенно старше 40 лет, вложение денег в технологии, вовлечение и интеграция всех групп населения в рынок труда, ускорение создания рабочих мест, искоренение всех видов дискриминации и коррупции при приёме на работу, на рабочем месте и в обществе в целом. Соседние страны России (Япония, Финляндия, Норвегия, Эстония и т. д.) и многие страны мира, как развитые так и развивающиеся, также сталкиваться с практически не решаемой проблемой старения общества, но с кардинально другого уровня средних зарплат и минимальных, уровня жизни, производительности труда, покупательной способностью, коррупции, коэффициента Джини, вовлечённости пенсионеров в рынок труда, продолжительности жизни, производства товаров с высокой добавочной стоимостью и т. д. Без проведения реформ экономика Россия и её общество в целом останется и будет ещё более неконкурентоспособным, как на региональном, так и на международном уровне.
С 1 мая 2018 года МРОТ составляет 11163 руб. (147.68 евро) и (нетто, после вычета налога в 13 %) и 9711.81 руб. (128.43 евро). С 1 января 2019 года минимальный размер оплаты труда составляет 11280 руб. (149.17 евро) и (нетто, после вычета налога в 13 %) 9813.6 руб. (129.79 евро). С 1 января 2020 года МРОТ составляет 12130 руб. (137.61 евро) и (нетто, после вычета налога в 13 %) 10553.1 руб. (119.72 евро). С 1 января 2021 года МРОТ составляет 12 792 руб. (141,63 евро) и (нетто, после вычета налога в 13 %) 11 129.04 руб. (123,09 евро) С 1 января 2022 года МРОТ составляет 13 890 руб. (166,35 евро) и (нетто, после вычета налога в 13 %) 12 084,3 руб. (144,65 евро). С 1 июня 2022 года МРОТ составляет 15 279 руб. (232,82 евро) и (нетто, после вычета налога в 13 %) 13 292,73 руб. (202,56 евро). С 1 января 2023 года МРОТ составляет 16 242 руб. (205,31 евро) и (нетто, после вычета налога в 13 %) 14 130,54 руб. (178,62 евро). С 1 января 2024 года МРОТ составляет 19 242 руб. (195,43 евро) и (нетто, после вычета налога в 13 %) 16 740,54 руб. (170,03 евро). С 1 января 2025 года МРОТ составляет 22 440 руб. (197,01 евро) и (нетто, после вычета налога в 13 %) 19 522,8 руб. (171,40 евро). Индекс Кейтца в России по состоянию на 2024 года составляет около 21,9 %. Такой низкий индекс Кейтца (в странах ОЭСР он как правило не опускается ниже 40 %) приводит к работающим бедным, повсеместной коррупции и бедности, отсутствии материальной защищённости населения в целом и социальной уязвимых групп населения в частности, обширной теневой экономике, высокому коэффициенту Джини, тормозит рост зарплат, пособий, пенсий, социальных выплат в стране, не стимулирует работодателей к вкладыванию в рабочих, повышению производительности труда, внедрению новых технологий, тормозит рост производства товаров с высокой добавочной стоимостью, тормозит рост покупательной способности населения, тормозит рост ВВП страны, тормозит рост внутреннего национального потребительского рынка, приводит к низкой эффективности, чрезмерной бюрократии и недоверию населения к государственным институтам.
В большинстве стран Евросоюза индекс Кейтца составляет около 60 %, соответственно МРОТ в этих странах составляет 60 % от медианно зарплаты или 50 % от средней (так как средняя всегда выше медианной) по стране. Чем выше индекс Кейтца, тем ближе МРОТ установлен к средней зарплате по стране, как слишком низкий индекс Кейтца (МРОТ ниже 60 % от медианной и ниже 50 % от средней, как в России) так и слишком высокий индекс Кейтца (МРОТ выше 60 % от медианной и выше 50 % от средней, как в Колумбии где индекс Кейтца, МРОТ к медианной зарплате составляет 91,34 %) плох. В странах где индекс Кейтца высок, но МРОТ не сильно превышает планку в 60 % к медианной или 50 % к средней зарплате по стране как во Франции (62,22 % к медианной), Словении (62,95 %  к медианной), Новой Зеландии (66,54 %  к медианной) и Португалии (68,16 %  к медианной), это приводит к большей эгалитарности общества, но и не тормозит рост экономики. Индекс Кейтца в России в соотношении МРОТ к средней заработной плате по стране в 2024 году составлял около 21,9 % (средняя в 2024 году была 87 952 рубля и МРОТ был 19 242 рубля). Если по официальной статистике средняя зарплата в России в 2024 году составляла 87 952 рубля, то при индексе Кейтца 50 % (МРОТ к средней) МРОТ составлял бы 43 976 рублей, что выше на тот момент МРОТа в городе Москва (29 389 рублей).
По оценкам члена ФНПР, прожить на МРОТ (лето 2017 г.) может быть крайне затруднительно. После месячного эксперимента, при отсутствии оплаты отопления в квартире (Архангельск), автор похудел на 5 кг. Аналогичный результат получен и на Дальнем Востоке.
С 1 января 2021 года МРОТ составляет 12792 рублей в месяц или около $173, (€142) что ниже чем в большинстве стран Латинской Америки и ниже некоторых стран Африки Южнее Сахары, таких как например Габон ($270), ЮАР ($242,35) и Экваториальная Гвинея ($224), не говоря уже об арабских странах северной Африки Ливии ($325) и Марокко (от $265 до $310). Минимальный размер оплаты труда в России по состоянию на 2025 год ниже чем в Китае, где он варьируется от 1540 юаней ($210,37) и 15,4 юаней ($2,10) в час в Атлай, Атуш, Бортала, Дачэн, Кульджа и Куйтун в Синьцзян-Уйгурском автономном районе до 2690 юаней ($367,46) и 24 юаней ($3,28) в час в Шанхае.
С 1 января 2025 года МРОТ в Москве составляет 32 916 рублей ($298,07), а в Санкт-Петербурге 28 750 рублей ($260,35). Что, например, ниже чем в таких китайских городах как: Шанхай (самая высокая минимальная заработная плата в КНР) — 2690 юаней ($367,46), Пекин — 2420 юаней ($330,57), Шэньчжэнь — 2360 юаней ($322,38), Тяньцзин — 2320 юаней ($316,91) в месяц.
С 1 января 2021 года МРОТ составит 12 392 рубля. Это было определено приказом Минтруда от 28.08.20 № 542н, который утвердил прожиточный минимум в Российской Федерации за II квартал 2020 года.
В начале 2019 года предложение председателя Федерации независимых профсоюзов России Михаила Шмакова увеличить МРОТ до 25000, поддержал председатель комитета Госдумы по труду и социальной политике Ярослав Нилов, однако это предложение (проект федерального закона № 577392-7) было отклонено Госдумой.
По словам президента РФ Владимира Путина, к 2030 году МРОТ будет увеличен почти вдвое с 19 тыс рублей до 35 тыс рублей. Данный рост также отразится на размере зарплат в бюджетной сфере и суммах выплат социальных пособий.